# Pericoma serratipenis
Pericoma serratipenis és una espècie d'insecte dípter pertanyent a la família dels psicòdids que es troba a Nova Zelanda.